# Харп
Харп (рос. Харп) — селище міського типу в складі Приуральського району Ямало-Ненецького автономного округу Тюменської області, Росія. Адміністративний центр та єдиний населений пункт Харпівського міського поселення.

## Географія
Селище розташоване на 60 кілометрів північніше від Полярного кола, біля підніжжя гори Рай-Із (рос. Рай-Из), що на східних відрогах Полярного Уралу. Харп лежить на лівому березі гірської річки Соб — притоки річки Об. Напроти Харпу в Соб впадає річка Єнгаю .
Харп знаходиться за 32 кілометри на північний захід від міста Лабитнангі та за 46 км від Салехарду .

## Історія
Селище розвинулося навколо залізничної станції. У серпні 1961 року тут було створено виправно-трудову колонію № 3 (рос. ИТК-3). 1969 року починається будівництво дробильно-сортувальної фабрики на основі кар'єру з видобутку щебеню та заводу з виробництва залізобетону. 
У грудні 1971 року постановою Верховної Ради РРФСР утворено Харпівську сільську раду. Упродовж 1960-их, 1970-их будуються 2 загальноосвітні школи, дитяча школа мистецтв, лікарня .
1981 року сільраду перетворено на Харпівську селищну раду. Того ж року почала діяти ще одна виправно-трудова колонія № 18 (рос. ИТК-18). 
З 1997 року до 2006 року Харп був у підпорядкуванні міської адміністрації міста Лабитнангі, коли за підсумками референдуму від 26 вересня 2004 селище увійшло до складу Приуральского району. 2003 року було відкрито другу лікарню .

## Населення
Населення — 6053 особи (2017, 6413 у 2010, 7278 у 2002).

## Економіка
У селищі є залізнична станція — «Харп—Північне сяйво». Гілка залізниці станція Сейда — Лабитнангі є відгалуженням від лінії Мікунь—Воркута .
2003 року селище було газифіковане .
Найбільші компанії: 
- ВАТ «Конгор-Хром» (рос. Конгор-Хром) — видобуток хромітів;
- ЗАТ «Нафторесурси» (рос. Нефтересурсы);
- ВАТ «ХарпЕнергоГаз» (рос. ХарпЭнергоГаз);
- ВАТ «Харпнафтогазбуд» (рос. Харпнефтегазстрой);
- ВАТ Ямалнафтогаз-залізобетон (рос. Ямалнефтегаз-железобетон) — виробництво цементу.

У районі селища Харп розташована газова електростанція потужністю 10 МВт.
Навколо Харпа розвідані родовища мармуру, баритів, нефритів, також поклади уранових руд та яшми .

## Соціальна сфера
У селищі діють середня та молодша школи, музична школа, 2 дошкільних заклади. Також є 2 лікарні і профілакторій тощо.

## Виправно-трудові колонії
В історії та сьогоденні селища і його розбудові значну роль відіграли виправно-трудові колонії: ВТК-3 та ВТК-18 (рос. ИТК). ВТК-3 була зведена ще 1961 року на початку історії селища та розташована в його центрі. У цій колонії до грудня 2006 року відбував восьмилітнє позбавлення волі Платон Лебедєв — визнаний «Міжнародною амністією» російським політв'язнем. У подальшому разом з Михайлом Ходорковським були переведені до Читинського СІЗО. Також у ВТК-3 в грудні 2023 перевели російського опозиціонера Олексія Навального. 16 лютого 2024 Федеральна служба виконання покарань РФ повідомила про його смерть.
ВТК-18 — одна з 5 колоній у Російській Федерації для осіб, що засуджені до довічного позбавлення волі.